# Graziella Ciaiolo
Graziella Ciaiolo (Cambiano, 4 febbraio 1949) è una cantante italiana.

## Biografia
Inizia ad esibirsi da ragazzina come cantante di operetta in vari spettacoli scolastici; dopo la qualifica di segretaria d'azienda, si dedica a tempo pieno all'attività di cantante, partecipando a vari concorsi; impara inoltre a suonare la chitarra e la fisarmonica e si dedica, inizialmente al folk, cantando con lo pseudonimo Graziella Ciao nel complesso di Mario Piovano.
Specializzatasi in un repertorio di canzoni popolari piemontesi, partecipa nell'agosto 1969 al Festival Nazionale dei Cantastorie di Piacenza, ottenendo un buon successo e, in conseguenza di ciò, viene notata dalla Fonit Cetra, etichetta tra le più attente alla musica popolare, che le propone un contratto discografico.
Incide così il primo album, La strada che porta in città, con canzoni tutte in lingua piemontese, scritte da Mario Piovano per le musiche e da Piero Novelli e Luigi Olivero per i testi; al disco collabora il maestro Romano Farinatti, che cura gli arrangiamenti dei brani.
Nel 1970 partecipa al Festivalbar nella Serie Verde con Vedo lui, la sua prima incisione in italiano.
Nel 1971 pubblica un ulteriore 45 giri, Svegliarsi una mattina/Amen, realizzato con la collaborazione del gruppo Gli Aspidi (Emilio Mondelli alla voce, Franco Cassina alla chitarra, Maurizio Vergani alle tastiere, Tino Fontanella al basso e Glauco alla batteria), che in seguito diventeranno i Ricordi d'Infanzia, gruppo di rock progressivo.
Partecipa poi a Un disco per l'estate 1972 con Lontano vicino, canzone scritta da Eros Sciorilli per la musica, mentre il testo è opera di Alberto Testa; il brano viene però eliminato e non supera la fase eliminatoria.
Il 1974 è l'anno del secondo album, Canzoni in passerella; dopo la scadenza del contratto con la Fonit Cetra prosegue l'attività a livello locale, ritornando nuovamente al folk, per qualche anno, per poi ritirarsi a vita privata ed avviare un'azienda che produce abbigliamento professionale a Moncalieri.

## Discografia

### Album
- 1970 - La strada che porta in città (Fonit Cetra, LPP 142)
- 1974 - Canzoni in passerella (Fonit Cetra, LPP 250)

### Singoli
- 1968 - La domenica andando alla messa/La Tragedia di Rino e Rina (Fonola, NP 1841; solo lato A, con lo pseudonimo Graziella Ciao; lato B cantato da Mauro Mauri)
- 1970 - Vedo lui/Chi ha paura dell'amore (Fonit Cetra, SP 1429)
- 1971 - Svegliarsi una mattina/Amen (Fonit Cetra, SP 1461; con Gli Aspidi)
- 1972 - Lontano vicino/Svegliarsi una mattina (Fonit Cetra, SP 1472)
- 1973 - L'amore dei bersaglieri/Lui il merlo (Fonit Cetra)